# (3533) Toyota
(3533) Toyota es un asteroide perteneciente al cinturón de asteroides, descubierto el 30 de octubre de 1986 por Kenzo Suzuki y el también astrónomo Takeshi Urata desde el Toyota Observatory, Japón.

## Designación y nombre
Designado provisionalmente como 1986 UE. Fue nombrado Toyota en homenaje a Toyota ciudad japonesa situada en la prefectura de Aichi.